# Santa Margarida de Lousada
Santa Margarida de Lousada ist ein Ort und eine ehemalige Gemeinde (Freguesia) im portugiesischen Kreis Lousada. Die Gemeinde hatte 307 Einwohner (Stand 30. Juni 2011).
Am 29. September 2013 wurden die Gemeinden Lousada (Santa Margarida), Cernadelo und Lousada (São Miguel) zur neuen Gemeinde União das Freguesias de Cernadelo e Lousada (São Miguel e Santa Margarida) zusammengeschlossen.